# Maria Nowicka (archeolog)

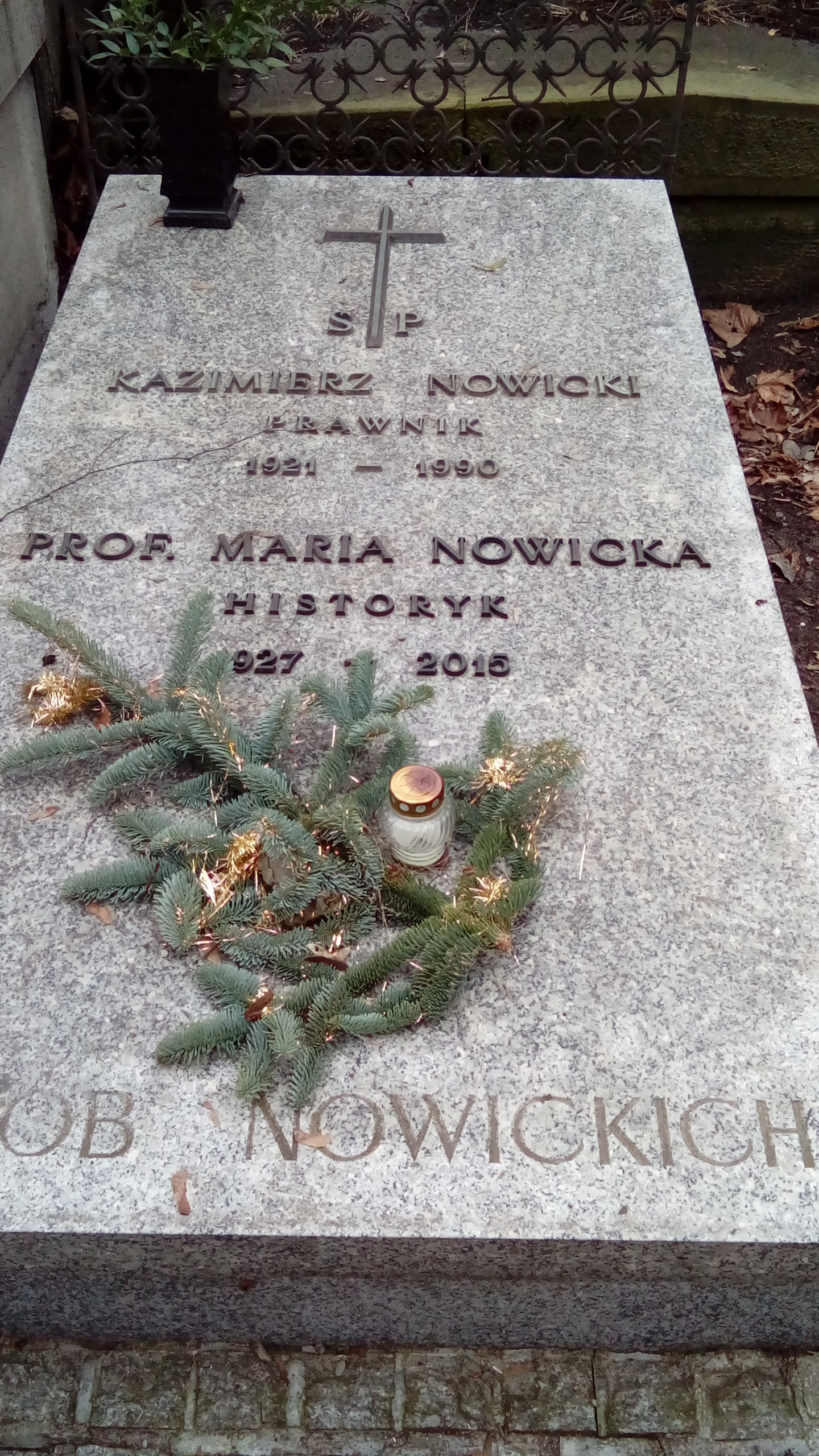
Grób Marii Nowickiej na cmentarzu Powązkowskim

Maria Nowicka (ur. 1927 w Dębicy, zm. 29 marca 2015) – polska badaczka antyku, archeolog, papirolog. Profesor w Instytucie Archeologii i Etnologii PAN. 

## Życiorys
W latach 1947–1952 studiowała na Uniwersytecie Warszawskim. Od 1952 do 1956 była zatrudniona w PWN jako redaktor. Następnie znalazła zatrudnienie w Polskiej Akademii Nauk. W 1964 uzyskała doktorat. W 1974 habilitowała się. W latach 1982–2004 redaktor naczelna rocznika „Archeologia”. W 1983 została profesorem. Zajmowała się dziejami książki antycznej i malarstwem antycznym. 
Została pochowana 10 kwietnia 2015 na warszawskich Powązkach (kwatera A-3-22).

## Wybrane publikacje
- Budownictwo mieszkalne w Egipcie hellenistycznym: wybór źródeł papirusowych, Warszawa: Instytut Historii Kultury Materialnej PAN 1959.
- (współautor: Ludwika Press), Od Fanagorii do Apollonii: z dziejów antycznych miast nad Morzem Czarnym, Warszawa: Państwowe Wydawnictwo Naukowe 1962.
- La maison privée dans l'Égypte ptolémaïque, Wrocław: Zakład Narodowy im. Ossolińskich 1969.
- (współautor Anna Świderek), Książka się rozwija, Wrocław: Ossolineum 1970 (wyd. 2 - 2008).
- Les maisons à tour dans le monde grec, Wrocław: Zakład Narodowy im. Ossolińskich 1975.
- Antyczna książka ilustrowana, Wrocław: "Ossolineum" 1979.
- Malarstwo antyczne: zarys, Wrocław: Zakład Narodowy im. Ossolińskich 1985.
- Z dziejów malarstwa greckiego i rzymskiego, Warszawa: Państwowy Instytut Wydawniczy 1988.
- Le portrait dans la peinture antique, trad. du pol. par Zsolt Kiss, Varsovie: IAE. APS 1993.
- Twarze antyku: z dziejów portretu w Grecji i w Rzymie, Warszawa: "Czytelnik" 2000.